# Hoyte van Hoytema
Hoyte van Hoytema, né le 4 octobre 1971 à Horgen en Suisse, est un directeur de la photographie néerlando-suédois.

## Biographie
Il a étudié la photographie à l'école nationale de cinéma de Łódź. Il a notamment travaillé avec les réalisateurs Mikael Marcimain et Tomas Alfredson ou encore Christopher Nolan.

## Filmographie

### Cinéma
- 2003 : Svidd neger (en) d'Erik Smith-Meyer (no)
- 2004 :Chlorox, Ammonium and Coffee (en) de Mona Hoel (no)
- 2005 : Pistvakt (sv) de Stephan Apelgren (sv)
- 2008 : Morse (Låt den rätte komma in) de Tomas Alfredson
- 2008 : Un été suédois (Flickan) de Fredrik Edfeldt
- 2010 : Ond tro (sv) de Kristian Petri (sv)
- 2010 : Fighter (The Fighter) de David O. Russell
- 2011 : La Taupe (Tinker Tailor Soldier Spy) de Tomas Alfredson
- 2012 : Call Girl (en) de Mikael Marcimain
- 2013 : Her de Spike Jonze
- 2014 : Interstellar de Christopher Nolan
- 2015 : 007 Spectre de Sam Mendes
- 2017 : Dunkerque (Dunkirk) de Christopher Nolan
- 2019 : Ad Astra de James Gray
- 2020 : Tenet de Christopher Nolan
- 2022 : Nope de Jordan Peele
- 2023 : Oppenheimer de Christopher Nolan
- 2026 : "L'Odyssée (film, 2026)" de Christopher Nolan

### Télévision
- 2001 : Choka! (documentaire)
- 2002 : Den förste zigenaren i rymden (sv) (mini série)
- 2003 : Tarifa Traffic: Death in the Straits of Gibraltar (documentaire)
- 2004 : Danslärarens återkomst (mini série)
- 2005 : Lasermannen (en) (mini série)
- 2006 : En fråga om liv och död (sv) (mini série)
- 2007 : Nach der Musik (documentaire)
- 2007 : Upp till kamp (en)(mini série)
- 2009 : Doktor Glas (téléfilm)

### Courts métrages
- 2016 : Kenzo World de Spike Jonze
- 2018 : Apple HomePod: Welcome Home de Spike Jonze
- 2018 : Louis Vuitton: Attrape-Rêves - Where Will Your Journey Take You? de Sam Mendes
- 2018 : Genesis G90: Born to Be Driven de Nicolai Fuglsig (en)
- 2018 : Capital One: Mona Lisa de Tom Hooper
- 2018 : Capital One: Louisiana de Tom Hooper

## Distinctions
- Oscars 2024 : Meilleure photographie pour Oppenheimer